# Floh (Floh-Seligenthal)
Floh ist ein Ortsteil von Floh-Seligenthal im Landkreis Schmalkalden-Meiningen im fränkisch geprägten Süden des Freistaats Thüringen.

## Lage
Floh liegt im Norden des Landkreises Schmalkalden-Meiningen an einem Südwesthang des Thüringer Waldes direkt am Rennsteig. Die Höhe über NN schwankt zwischen 340 und 480 Metern. Floh liegt am Oberlauf der Schmalkalde. Die Berge gen Rennsteig sind bis zu 800 Meter über NN hoch. Der Bergsee Ebertswiese liegt auch in der Umgebung. Floh befindet sich an der stetig aufwärts windenden Landesstraße 1026, die über Kleinschmalkalden und den Heuberg führt. Sie überquert den Thüringer Wald. Durch Floh verläuft der Mommelstein-Bahnradweg.

## Geschichte
Die Geschichte Flohs ist immer eng mit der Entwicklung der Stadt Schmalkalden und der Herrschaft Schmalkalden verbunden gewesen. Nach dem Untergang des Thüringer Reiches erfolgte die Besiedlung der Gegend um Floh durch die siegreichen Franken. Vom Main her siedelten Franken zunächst am Rande des Gebirges, was Siedlungen wie Schmalkalden entstehen ließ. In einem hennebergischen Urbar (Besitzverzeichnis) wird Floh 1340 erstmals urkundlich erwähnt. 1360 kauft Henneberg seinen Besitz zurück, der durch Erbschaft an die Burggrafen von Nürnberg gefallen war. Der Ortsname geht auf das mittelhochdeutsche Wort vlowe (waschen, spülen) zurück, das auch dem Flohbach seinen Namen gab.
Es gibt Berichte, allerdings keine Dokumente, über eine Falkenburg in der Umgebung von Floh. Spuren an einem steilen Felsblock weisen auf eine Kernburg mit hohem Wall und vorgelagertem Graben hin. Innerhalb dieses Geländes sind Gruben als Keller von Gebäuden deutbar. Die Dorfkirche Floh ist eine barocke Saalkirche von 1711 mit einer Orgel von Johann-Markus Oestreich. Im 19. Jahrhundert wurde diese Orgel von den in Floh ansässigen Orgelbauern Georg Friedrich Hilpert (1785–1833) und seinem Sohn Martin Friedrich Hilpert (1824–1917) umgebaut und gewartet.
1537 passierte Martin Luther auf seiner Reise zum Konvent nach Schmalkalden Floh. 1588 erhielt Floh durch landgräfliche Verordnung eine Hufschmiede. Im Dreißigjährigen Krieg wurde Floh 1640 von schwedischen Reitern angegriffen, geplündert und in Brand gesteckt. 1709 erhielt Floh das Braurecht. Unter Napoleon war Floh ab 1807 Hauptort des Kantons Floh. Dreimal kam es in Floh zu Großbränden (1895, 1902, 1903). Dabei wurden insgesamt über 420 Häuser, vor allem fränkische Fachwerkhäuser, zerstört.
Am 1. Juni 1994 schlossen sich Floh, Seligenthal und Hohleborn zur neuen Gemeinde Floh-Seligenthal zusammen.

## Persönlichkeiten
- Johann Caspar Simon (* 10. Januar 1701 in Floh; † 22. November 1776 in Leipzig), Organist und Komponist
- Georg Hilsenberg (* 1816 in Floh; † 1881 ebenda), Bürgermeister und Mitglied der kurhessischen Ständeversammlung
- Juliane Döll (* 8. Juli 1986 in Schmalkalden), Biathletin